# Luis F. Baptista
Luis Felipe Baptista (* 9. August 1941 in Hongkong; † 12. Juni 2000 in Sebastopol, Kalifornien) war ein US-amerikanischer Ornithologe portugiesisch-chinesischer Abstammung. Er galt als internationaler Experte für Bioakustik, Tierverhalten und Vogelsystematik.

## Ausbildung
Baptista wurde in Hongkong als Sohn einer Macanesen-Familie geboren, die seit dem 17. Jahrhundert in der portugiesischen Kolonie Macau ansässig war. Er lebte in Hongkong und Macau, bis er 1961 als Teenager nach San Francisco auswanderte, wo er eine Stelle als kuratorischer Assistent an der California Academy of Sciences antrat. Während seiner Jahre an der Akademie der Wissenschaften entwickelte er unter dem Einfluss des Zoologen Robert T. Orr, dem damaligen Vorsitzenden und Kurator der Abteilung für Ornithologie und Mammaloge, ein Interesse an der Ornithologie. Er erwarb einen Bachelor- und einen Master-Abschluss an der University of San Francisco und wurde 1968 an der University of California at Berkeley zum Ph.D. in Zoologie promoviert. Seine Doktorarbeit über das Gesangsverhalten der Dachsammer (Zonotrichia leucophrys), die von Ned K. Johnson betreut wurde, führte zu einer Reihe von Studien, die ihn für den Rest seiner akademischen Laufbahn als führenden Experten für Vogelgesang und Vogeldialekte etablierten.

## Forschung
Nach Abschluss seiner Promotion im Jahr 1975 ging Baptista nach Deutschland, um seine Forschung als Postdoc im Labor von Klaus Immelmann und als Stipendiat am Max-Planck-Institut für Verhaltensphysiologie bei Hans Löhrl fortzusetzen. 1973 nahm er eine Stelle als Assistenzprofessor am Occidental College in Los Angeles an, wo er auch die Rolle des Kurators des Moore Laboratory of Zoology übernahm. Von 1980 bis zu seinem Tod im Jahr 2000 war Baptista Kurator für Vögel und Vorsitzender der Abteilung für Ornithologie und Mammalogie an der California Academy of Sciences. Im Jahr 1982 wurde er Fellow der Akademie.
Baptista führte umfangreiche internationale Forschungen durch und veröffentlichte über 120 wissenschaftliche Artikel. Seine Feldarbeit in Kalifornien und insbesondere in der Bucht von San Francisco machte sein regelmäßiges Auftreten mit einem Tonbandgerät, einem Parabolspiegel und einem Mikrofon zu einer festen Größe in der lokalen Vogelbeobachtungs- und Naturschutzgemeinde. Lokale Zeitungen und Zeitschriften nannten ihn Birdman Extraordinaire, The Sparrow Man of Golden Gate Park, The Man Who Speaks Sparrow und Maestro of the Bird Symphony.
Baptista war Mitglied des Rates (1982–1984) und des internationalen ornithologischen Ausschusses (1982–2000) der American Ornithologists’ Union, wo er 1980 zum Fellow ernannt wurde. Er war auch Mitglied der Cooper Ornithological Society (COS), wo er 1996 zum Ehrenmitglied gewählt wurde.
1991 schrieb Baptista das Kapitel über die Ammern und Tangaren in der Encyclopedia of Birds von Joseph Michael Forshaw. 1997 wirkte er am Kapitel über die Tauben (Columbidae) im vierten Band des Handbook of the Birds of the World (HBW) mit. 2001 war er Co-Autor des Einleitungsartikels über die Bioakustik im sechsten Band des HBW.